# Saint-Jean-d'Eyraud
Saint-Jean-d'Eyraud är en kommun i departementet Dordogne i regionen Nouvelle-Aquitaine i sydvästra Frankrike. Kommunen ligger i kantonen Villamblard som tillhör arrondissementet Bergerac. År 2018 hade Saint-Jean-d'Eyraud 175 invånare.

## Befolkningsutveckling
Antalet invånare i kommunen Saint-Jean-d'Eyraud
Referens:INSEE